# Chiesa di San Pietro (Riottoli)
La chiesa di San Pietro a Riottoli si trova nel comune di Empoli, in provincia di Firenze.

## Storia
Già citata in una bolla papale del 1109, nelle carte antiche la chiesa aveva un prospetto a capanna affiancata da una struttura merlata.
Nel 1574 il corpo centrale venne affiancato dall'oratorio della compagnia dei Santi Jacopo e Filippo; possedeva un campanile a vela.
La chiesa ebbe, alternativamente, il patronato delle famiglie Ricci e Alessandri come testimoniano anche gli stemmi lapidei sopra l'accesso.
Durante il secondo conflitto mondiale la torre campanaria fu fatta brillare dai tedeschi in ritirata ma prontamente ricostruita nel dopoguerra.

## Descrizione
La chiesa è un interessante monumento di origine romanica e conserva all'interno un ciborio robbiano della seconda metà del XVI secolo, un'acquasantiera marmorea cinquecentesca e un dipinto di Giovanni Antonio Sogliani raffigurante San Pietro che cammina sulle acque (XVI secolo).